# Julius Thornberg
Julius Carl Ferdinand Thornberg, (13. august 1883 i Helsingør, 7. september 1945 i København), var en dansk violinist.
Han rejste i 1905 til Warszawa for at virke som kapelmester for byens filharmoniske orkester, spillede derefter i Concertgebouw i Amsterdam, opholdt sig i udlandet i flere år og var solist ved koncerter over hele Europa. Blev i 1910 koncertmester ved Berliner Philharmonikerne, men opgav denne stilling da 1. verdenskrig brød ud i 1914 og vendte tilbage til Danmark. Han spillede ved uropførelserne af Hakon Børresens og Louis Glass violin-koncerter. Sidstnævnte koncert er dedikeret til ham. Han optrådte ofte som solist på europæiske koncertscener i Thornberg, for eksempel i 1922 med Wiener Philharmonikerne.